# Первушин, Владимир Геннадьевич
Влади́мир Генна́дьевич Перву́шин (род. 25 марта 1986, Омск) — российский хоккеист и тренер.

## Биография
Родился 25 марта 1986 года в городе Омске. Воспитанник омского хоккея. В матчах первенств России за время выступлений за ДЮСШ «Авангард» провёл 128 матчей, забросил 51 шайбу, сделал 46 передач, набрал 114 минут штрафа.
Выступал за «Авангард»-2 («Омские ястребы», «Авангард»-ВДВ, Омск, 2003—2009, провёл 178 матчей, забросил 32 шайбы), «Авангард» (2007—2010), «Зауралье» (Курган, 2009, провёл 7 матчей, забросил 1 шайбу, сделал 1 передачу, набрал 8 минут штрафа).
В «Авангарде» 6 сезонов. Провёл 289 матчей, забросил 23 шайбы, сделал 16 передач, набрал 278 минут штрафа.
Всего за карьеру в различных лигах сыграл 466 матчей, забросил 56 шайб, сделал 63 передач, набрал 449 минут штрафа.
7 мая 2014 года заключил контракт сроком на два года с командой «Авангард».
Со 2 ноября 2016 года игрок новосибирской «Сибири».
В конце декабря 2020 года завершил игровую карьеру.
В июне 2022 назначен ассистентом главного тренера клуба МХЛ «Сибирские снайперы».

### Достижения
- Бронзовый призёр чемпионата России 2007 года.
- Серебряный призёр КХЛ в сезоне 2011/2012 года.
- Серебряный призёр Континентального Кубка 2007 года
- Чемпион регулярного чемпионата КХЛ 2010/2011.
- Обладатель Кубка Континента 2011 года.
- Обладатель Кубка Восточной конференции 2012 года.

## Семья
Жена Анастасия, сын Ярослав (р. 17 ноября 2009 года), дочь София (р. 17 февраля 2016 года).